# Józef Faworski
Józef Faworski (ur. 2. poł. XVIII, zm. pocz. XIX wieku) – polski malarz, portrecista.

## Działalność artystyczna
Artysta działał w latach 1790–1805, w Warszawie, na Mazowszu, w Wielkopolsce i w Łęczyckiem.

## Twórczość
Faworski specjalizował się w portretach, znany jest tylko jedno jego dzieło o innej tematyce, obraz Zwiastowanie z 1799 w kościoła we wsi Tursko. Tworzył portrety mocno osadzone w tradycji sarmackiej, charakteryzujące się uproszczeniem, linearyzmem i płaskim traktowaniem bryły. W latach 1790–1793 namalował serię wizerunków rodziny Piędzickich z Łęczycy. W czasie swojej działalności był cenionym malarzem, również współcześnie jego umiejętności w zakresie portretu sarmackiego ocenia się wysoko.
Zachowało się siedem sygnowanych przez autora obrazów. Inne zaginęły (7 płócien) lub są przypisywane Faworskiemu (8 dzieł) (stan na 2006 r.).
Dzieła o pewnej atrybucji:
W Muzeum Narodowym w Warszawie znajduje się Portret Wiktorii Madalińskiej z roku 1792.
- Portret Jana Piędzickiego, 1790; Muzeum Narodowe w Poznaniu[9]
- Portret Weroniki ze Szczawińskich Piędzickiej z synem Alojzym, 1790; Muzeum Narodowe w Poznaniu[10]
- Portret Kazimierza Piędzickiego, 1793; Muzeum Narodowe w Poznaniu[11]
- Portret Józefa Garbowskiego, 1789 (własność prywatna)[12]
- Portret Teresy Garbowskiej, 1789 (własność prywatna)[13]
- Portret ks. Wojciecha Tylnerowicza, 1805 (lub 1800[14]), kościół parafialny we wsi Wszembórz

Niektóre obrazy przypisywane Faworskiemu:
W Muzeum Narodowym w Kielcach, w Sali Sarmatów, wystawiane były dwa portrety z końca XVIII wieku, przedstawiające żony Jana Linowskiego z Ziembic. Autorstwo jest przypisywane Faworskiemu.
- Portret szlachcica herbu Łodzia, po 1790, Muzeum Narodowe w Krakowie[17]
- Portret kobiety herbu Doliwa, po 1790, Muzeum Narodowe w Krakowie[18]
- Portret biskupa Piotra Tomickiego, 1796 rok

## Galeria

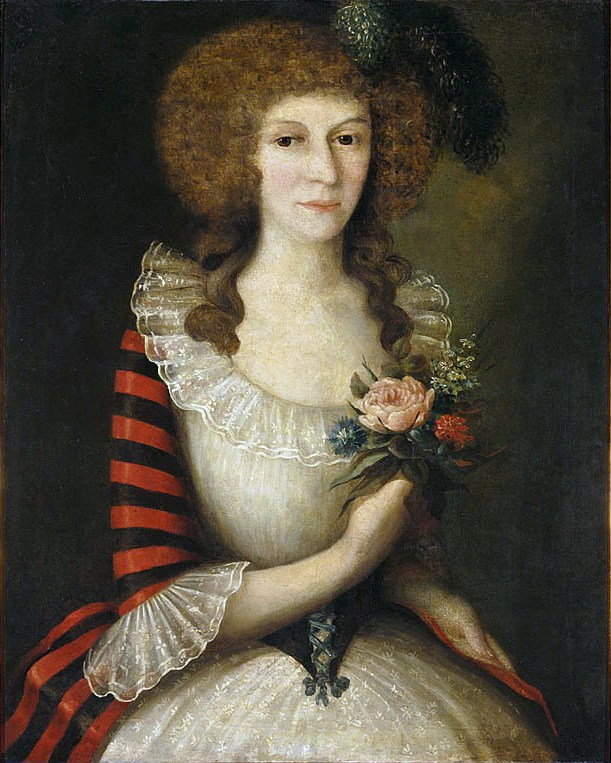
Portret Wiktorii Madalińskiej, 1792, Muzeum Narodowe w Warszawie
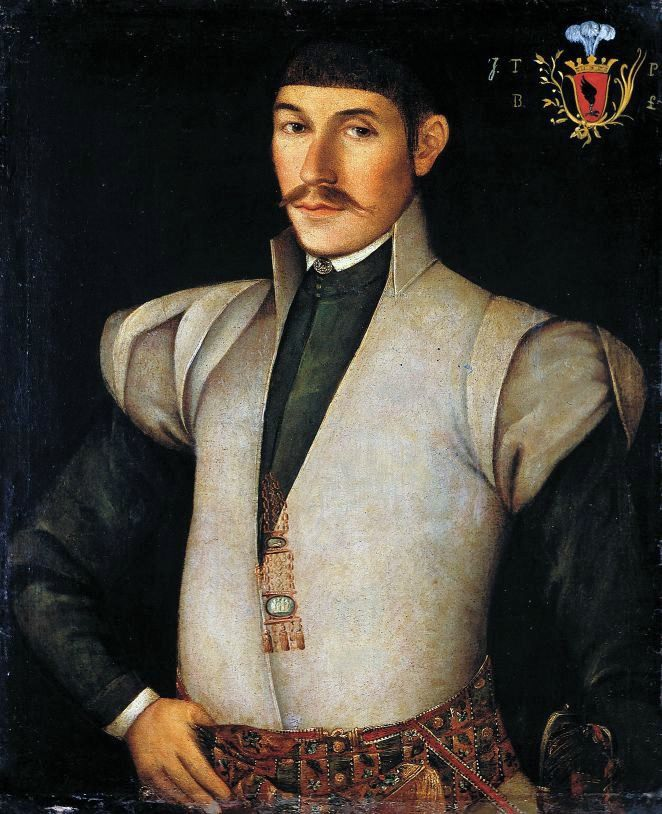
Portret Jana Piędzickiego herbu Topacz, 1790, Muzeum Narodowe w Poznaniu
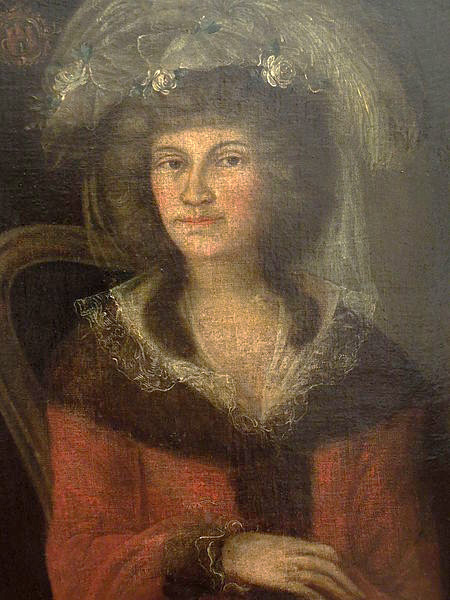
Portret Magdaleny ze Śląskich Linowskiej, k. XVIII wieku